# Swineshead Abbey
Swineshead Abbey ist eine ehemalige Zisterzienserabtei in England. Das Kloster lag rund einen Kilometer nordöstlich von Swineshead und rund 8 km westsüdwestlich von Boston in der Grafschaft Lincolnshire, in der Nähe der Bucht The Wash.

## Geschichte
Das der Kongregation von Savigny angehörende Kloster wurde im Jahr 1135 von Robert de Gresley als Tochterkloster von Furness Abbey gestiftet. Im Jahr 1147 schloss es sich mit der Kongregation von Savigny dem Zisterzienserorden an, in dem es der Filiation der Primarabtei Clairvaux angehörte. In seiner Frühzeit scheint das Kloster recht wohlhabend gewesen zu sein. Es war vor 1216 die Zufluchtsstätte von König Johann, nachdem dieser bei Durchquerung der Bucht The Wash die Kronjuwelen verloren hatte. Im Jahr 1536 wurde das Kloster, das auf ein Jahreseinkommen von 167 Pfund geschätzt worden war, von der Krone eingezogen. Im Jahr 1550 wurde es Lord Clinton verliehen. Im Jahr 1607 wurde ein bescheidenes Herrenhaus (Swineshead Abbey oder Abbey House) errichtet, das ziemlich sicher Steine der früheren Abtei aufweist.

## Anlage und Bauten
Vom früheren Kloster hat sich nichts erhalten.